# Barbie e il tesoro dei cuccioli
Barbie e il tesoro dei cuccioli (Barbie & Her Sisters in the Great Puppy Adventure) è un film d'animazione del 2015 diretto da Andrew Tan e Michael Goguen, ed è il 31° film di Barbie.

## Trama
Barbie e le sue sorelle, Skipper, Stacie e Chelsea, e i loro adorabili nuovi amici cuccioli si ritrovano ad affrontare un inaspettato mistero ed un’avventura quando tornano alla loro città Natale di Willows. Mentre attraversano i ricordi nell'attico della nonna, le sorelle scoprono una vecchia mappa, che si ritiene portasse ad un tesoro perduto da tempo sepolto da qualche parte nella città. Con i loro amici cuccioli al seguito, le quattro ragazze andranno in un'entusiasmante caccia al tesoro, scoprendo che il più grande tesoro di tutti è l'amore e le risate che condividono come sorelle!

## Doppiaggio
| Personaggio | Doppiatore originale    | Doppiatore italiano |
| ----------- | ----------------------- | ------------------- |
| Barbie      | Kelly Sheridan          | Emanuela Pacotto    |
| Skipper     | Kazumi Evans            | Silvia Villa        |
| Stacie      | Claire Margaret Corlett | Gea Riva            |
| Chelsea     | Alyssya Swales          | Sabrina Bonfitto    |